# Gustavo Graef Marino
Gustavo Graef Marino (Santiago, Región Metropolitana; 25 de septiembre de 1955) es un cineasta (director, guionista y productor) chileno.

## Filmografía
| Año  | Título                              |
| ---- | ----------------------------------- |
| 1989 | The voice                           |
| 1993 | Johnny cien pesos                   |
| 1999 | Diplomatic Siege                    |
| 2007 | Balmaceda, la mirada de un patriota |
| 2008 | Prat, espada de honor               |
| 2012 | Cobre                               |
| 2017 | Johnny 100 pesos, capítulo dos      |
| 2023 | El vacío                            |